# اچ‌ام‌وی‌اس چیلدرز
اچ‌ام‌وی‌اس چیلدرز (به انگلیسی: HMVS Childers) یک کشتی بود که طول آن ۱۱۸٫۵ فوت (۳۶٫۱ متر) بود. این کشتی در سال ۱۸۸۴ ساخته شد.